# Uwielskij
Uwielskij (ros. Увельский) – osiedle w Rosji, w obwodzie czelabińskim, ośrodek administracyjny rejonu uwielskiego. W 2010 liczyło 10 500 mieszkańców.